# 2019冠状病毒病浙江省疫情时间线 (2020年)
本条目介绍2019冠状病毒病疫情于2020年在浙江省的情况和确诊病例。

## 2020年时间线

### 1月份
2020年1月17日至20日，浙江省温州、舟山、台州、杭州陆续发现5例武汉来浙并出现发热等呼吸道症状患者，目前均在定点医院隔离治疗，病情稳定，密切接触者已实行医学观察。
1月21日，国家卫生健康委确认浙江省首例输入性新型冠状病毒感染的肺炎确诊病例。患者为男性，46岁，长期居住武汉市。1月3日自武汉自驾前往温州，4日出现发热症状遂就诊，于17日在温州定点医院进行隔离治疗。除以上國家確認的個案，另有4宗浙江省專家組確診的個案，共有5宗確診個案。杭州1例，温州2例，舟山1例，台州1例。所有人均去過武汉。同时还有疑似案例16例 。
1月22日，据浙江省卫健委网站消息，2020年1月21日12时至1月22日12时，浙江省新增新型冠状病毒感染的肺炎确诊病例5例，其中宁波3例、温州2例。  截至2020年1月22日12时，累计报告新型冠状病毒感染的肺炎病例10例，其中杭州1例、宁波3例、温州4例、舟山1例、台州1例。所有病例均有武汉居住史、旅行史和密切接触史。目前均在定点医疗机构接受隔离治疗。对148名密切接触者实施医学观察，目前未发现发热等呼吸道相关症状。
1月22日12时至1月23日12时，浙江省新增新型冠状病毒感染的肺炎确诊病例17例，其中杭州5例、宁波2例、温州2例、绍兴1例、金华1例、衢州1例、台州5例。
1月24日，浙江省卫健委通报，1月23日12-24时，浙江省报告新型冠状病毒感染的肺炎新增确诊病例16例，新增重症病例4例，新增出院病例1例。新增确诊病例中，嘉兴市3例、衢州市1例、台州市12例；新增重症病例中，嘉兴市1例、台州市3例。新增出院病例中，温州市1例。同日，首例新型冠状病毒感染肺炎治愈者杨某某于下午3时许解除隔离出院。
1月25日，浙江省卫健委通报，1月24日12-24时，浙江省报告新型冠状病毒感染的肺炎新增确诊病例19例，新增重症病例1例。新增确诊病例中，杭州市6例、宁波市1例、温州市4例、嘉兴市1例、绍兴市3例、舟山市1例、金华市1例、台州市2例；新增1例重症病例来自杭州市。另据媒体报道，嘉兴市一例确诊新型冠状病毒感染的肺炎患者，于1月22日乘坐13点从嘉兴南站始发的97路公交车，从秀洲区行政中心下车。通过调查核实，共有13人通过刷卡上车，另有人员通过其他支付方式上车。
1月26日，浙江省卫健委通报，1月25日12-24时，浙江省报告新型冠状病毒感染的肺炎新增确诊病例42例，新增重症病例7例。新增确诊病例中，湖州市、丽水市各1例（首次报告）、杭州市15例、宁波市7例、温州市8例、湖州市1例、嘉兴市4例、绍兴市1例、金华市1例、衢州市1例、台州市1例、丽水市3例；新增重症病例中，宁波市1例、温州市3例、嘉兴市1例、绍兴市2例。
1月27日，浙江省卫健委通报，1月26日0-24时，浙江省报告新型冠状病毒感染的肺炎新增确诊病例24例，新增重症病例4例。新增确诊病例中，温州市14例、湖州市2例、绍兴市1例、舟山市2例、金华市2例、衢州市2例、台州市1例；新增重症病例中，杭州市1例、嘉兴市1例、衢州市1例、丽水市1例。
1月28日，浙江省卫健委通报，1月27日0-24时，浙江省报告新型冠状病毒感染的肺炎新增确诊病例45例，新增重症病例14例。其中杭州市5例、宁波市4例、温州市28例、嘉兴市3例、绍兴市1例、金华市2例、丽水市2例；新增重症病例中，杭州市6例、温州市3例、嘉兴市2例、绍兴市2例、舟山市1例。
1月29日，浙江省卫健委通报，1月28日0-24时，浙江省报告新型冠状病毒感染的肺炎新增确诊病例123例，新增重症病例11例，新增出院病例2例。新增确诊病例中，杭州市19例、宁波市3例、温州市54例、湖州市2例、嘉兴市3例、绍兴市12例、金华市6例、衢州市3例、舟山市2例、台州市18例、丽水市1例；新增重症病例中，杭州市6例、温州市1例、金华市1例、台州市1例、丽水市2例；新增出院病例中，温州市2例。
1月30日，浙江省卫健委通报，1月29日0-24时，浙江省报告新型冠状病毒感染的肺炎新增确诊病例132例，新增重症病例12例，新增出院病例1例。新增确诊病例中，杭州市18例、宁波市21例、温州市58例、嘉兴市2例、金华市7例、衢州市2例、台州市24例；新增重症病例中，杭州市3例、温州市3例、绍兴市2例、金华市2例、台州市2例；新增出院病例中，丽水市1例。
1月31日，浙江省卫健委通报，1月30日0-24时，浙江省报告新型冠状病毒感染的肺炎新增确诊病例109例，新增出院病例5例。新增确诊病例中，杭州市16例、宁波市5例、温州市55例、湖州市1例、绍兴市4例、金华市7例、衢州市2例、舟山市1例、台州市17例、丽水市1例；新增出院病例中，温州市4例、舟山市1例。同日下午，浙江省新型冠状病毒感染的肺炎疫情防控工作新闻发布会举行。浙江大学医学院附属儿童医院呼吸内科专家教授陈志敏表示，浙江省最小的病例系3个月22天的婴儿；8例儿童患者中，有6例是因为父母受感染。

### 2月份
- 2020年2月6日，浙江省绍兴市人民医院“全副武装”的医护夫妻病房不期而遇 互相拥抱加油打气
- 2020年2月8日 浙江杭州新冠肺炎孕妇生下“元宵宝宝”
- 2020年2月9日，84岁老人捐出10万元“战疫”：这不是捐款 这是力量
- 2020年2月12日，浙江首批驰援荆门医疗队出发 “90后”医务人员挑重担

2月1日，浙江省卫健委通报，1月31日0-24时，浙江省报告新型冠状病毒感染的肺炎新增确诊病例62例，新增出院病例6例。新增确诊病例中，杭州市13例、宁波市9例、温州市14例、嘉兴市2例、绍兴市1例、金华市7例、衢州市1例、台州市14例、丽水市1例；新增出院病例中，宁波市1例、温州市1例、金华市3例、台州市1例。
2月2日，浙江省卫健委通报，2月1日0-24时，浙江省报告新型冠状病毒感染的肺炎新增确诊病例62例，新增出院病例8例。新增确诊病例中，杭州市12例、宁波市11例、温州市24例、嘉兴市1例、绍兴市3例、台州市5例、丽水市6例；新增出院病例中，杭州市2例、温州市2例、绍兴市1例、台州市3例。
2月3日，浙江省卫健委通报，2月2日0-24时，浙江省报告新型冠状病毒感染的肺炎新增确诊病例63例，新增出院病例13例。新增确诊病例中，杭州市8例、宁波市9例、温州市26例、湖州市3例、绍兴市3例、金华市2例、衢州市1例、台州市9例、丽水市2例；新增出院病例中，温州市5例、绍兴市1例、金华市3例、舟山市1例、台州市3例。同日下午，宁波市人民政府新闻办召开记者会，称截至2月2日24时，25人确诊为新型冠状病毒感染的肺炎的患者均参加了1月19日在天童寺举行的祈福活动。
2月4日，浙江省卫健委通报，2月3日0-24时，浙江省报告新型冠状病毒感染的肺炎新增确诊病例105例，新增出院病例12例。新增确诊病例中，杭州市14例、宁波市27例、温州市49例、嘉兴市4例、金华市4例、衢州市1例、台州市6例；新增出院病例中，杭州市4例、温州市2例、湖州市1例、绍兴市1例、台州市4例。
2月5日，浙江省卫健委通报，2月4日0-24时，浙江省报告新型冠状病毒感染的肺炎新增确诊病例66例，新增出院病例15例。新增确诊病例中，杭州市9例、宁波市18例、温州市24例、嘉兴市4例、金华市4例、台州市7例；新增出院病例中，杭州市1例、宁波市3例、温州市11例。當中寧波市江北區的1則新增病例在買菜時曾與後被確診的路人在同一攤位近距離駐留15秒，未追查到疫區活動、野生動物接觸或與同區其他病例相識。
2月6日，浙江省卫健委通报，2月5日0-24时，浙江省报告新型冠状病毒感染的肺炎新增确诊病例59例，新增出院病例18例。新增确诊病例中，杭州市10例、宁波市6例、温州市32例、嘉兴市3例、绍兴市3例、金华市3例、台州市2例；新增出院病例中，杭州市8例、宁波市2例、金华市2例、衢州市2例、舟山市1例、台州市3例。
2月7日，浙江省卫健委通报，2月6日0-24时，浙江省报告新型冠状病毒感染的肺炎新增确诊病例52例，新增出院病例17例。新增确诊病例中，杭州市5例、宁波市10例、温州市25例、嘉兴市5例、绍兴市1例、金华市1例、台州市5例；新增出院病例中，杭州市1例、宁波市3例、温州市8例、嘉兴市1例、金华市1例、舟山市1例、丽水市2例。
2月8日，浙江省卫健委通报，2月7日0-24时，浙江省报告新型冠状病毒感染的肺炎新增确诊病例42例，新增出院病例29例。新增确诊病例中，杭州市6例、宁波市5例、温州市17例、湖州市1例、嘉兴市2例、绍兴市2例、金华市4例、台州市4例、丽水市1例；新增出院病例中，杭州市6例、宁波市3例、温州市13例、绍兴市2例、衢州市1例、舟山市1例、台州市3例。
2月9日，浙江省卫健委通报，2月8日0-24时，浙江省报告新型冠状病毒感染的肺炎新增确诊病例27例，新增出院病例46例。新增确诊病例中，杭州市3例、宁波市5例、温州市10例、嘉兴市1例、绍兴市2例、金华市1例、台州市5例；新增出院病例中，杭州市7例、宁波市1例、温州市21例、绍兴市3例、金华市4例、台州市8例、丽水市2例。
2月10日，浙江省卫健委通报，2月9日0-24时，浙江省报告新型冠状病毒肺炎新增确诊病例29例，新增出院病例28例。 新增确诊病例中，杭州市2例、宁波市3例、温州市16例、嘉兴市2例、绍兴市3例、台州市3例；新增出院病例中，杭州市12例、宁波市2例、温州市8例、嘉兴市2例、金华市2例、台州市2例。
2月11日，浙江省卫健委通报，2月10日0-24时，浙江省报告新型冠状病毒肺炎新增确诊病例25例，新增出院病例50例。新增确诊病例中，杭州市2例、宁波市2例、温州市10例、衢州市6例、舟山市3例、台州市2例；新增出院病例中，杭州市7例、宁波市3例、温州市21例、湖州市2例、嘉兴市2例、绍兴市4例、金华市1例、衢州市2例、台州市8例。
2月12日，浙江省卫健委通报，2月11日0-24时，浙江省报告新型冠状病毒肺炎新增确诊病例14例，新增出院病例28例。新增确诊病例中，杭州市2例、宁波市2例、温州市7例、嘉兴市2例、金华市1例；新增出院病例中，杭州市3例、宁波市6例、温州市8例、湖州市1例、嘉兴市1例、绍兴市1例、金华市3例、台州市3例、丽水市2例。
2月13日，浙江省卫健委通报，2月12日0-24时，浙江省报告新型冠状病毒肺炎新增确诊病例14例，新增出院病例48例。新增确诊病例中，杭州市3例、温州市9例、金华市1例、台州市1例；新增出院病例中，杭州市12例、宁波市7例、温州市13例、绍兴市2例、金华市4例、台州市8例、丽水市2例。
2月14日，浙江省卫健委通报，2月13日0-24时，浙江省报告新型冠状病毒肺炎新增确诊病例10例，新增出院病例40例。新增确诊病例中，杭州市3例、温州市6例、绍兴市1例；新增出院病例中，杭州市6例、宁波市4例、温州市20例、嘉兴市2例、绍兴市1例、金华市1例、衢州市3例、台州市3例。
2月15日，浙江省卫健委通报，2月14日0-24时，浙江省报告新型冠状病毒肺炎新增确诊病例7例，新增出院病例42例。新增确诊病例中，杭州市1例、宁波市1例、温州市3例、嘉兴市1例、台州市1例；新增出院病例中，杭州市4例、宁波市11例、温州市19例、嘉兴市2例、绍兴市1例、台州市4例、丽水市1例。
2月16日，浙江省卫健委通报，2月15日0-24时，浙江省报告新型冠状病毒肺炎新增确诊病例5例，新增出院病例28例。新增确诊病例中，宁波市1例、温州市3例、台州市1例；新增出院病例中，杭州市2例、宁波市7例、温州市10例、嘉兴市1例、衢州市1例、台州市7例。
2月17日，浙江省卫健委通报，2月16日0-24时，浙江省报告新型冠状病毒肺炎新增确诊病例4例，新增出院病例33例。新增确诊病例中，杭州市2例、宁波市1例、温州市1例；新增出院病例中，杭州市6例、宁波市9例、温州市13例、绍兴市1例、台州市3例、丽水市1例。
2月18日，浙江省卫健委通报，2月17日0-24时，浙江省报告新型冠状病毒肺炎新增确诊病例1例（温州市），新增出院病例44例，其中杭州市13例、宁波市6例、温州市12例、湖州市1例、嘉兴市3例、绍兴市1例、金华市6例、衢州市1例、台州市1例。
2月19日，浙江省卫健委通报，2月18日0-24时，浙江省报告新型冠状病毒肺炎新增确诊病例1例（嘉兴市），新增出院病例30例，其中杭州市4例、宁波市5例、温州市14例、嘉兴市1例、绍兴市1例、台州市5例。
2月20日，浙江省卫健委通报，2月19日0-24时，浙江省报告新型冠状病毒肺炎新增确诊病例2例，新增出院病例65例。新增确诊病例中，杭州市1例、嘉兴市1例；新增出院病例中，杭州市10例、宁波市18例、温州市20例、湖州市1例、嘉兴市5例、金华市3例、台州市5例、丽水市3例。
2月21日，浙江省卫健委通报，2月20日0-24时，浙江省报告新型冠状病毒肺炎新增确诊病例28例，新增死亡病例1例，新增出院病例38例。新增确诊病例中，宁波市1例、（衢州）十里丰监狱27例；新增死亡病例中，温州市1例，为浙江省首例2019冠状病毒病死亡病例。死者来自温州市，女，79岁。2月5日因发热、咳嗽伴呼吸困难到当地县级定点医院就诊，病毒核酸检测结果为阳性，确诊为2019冠状病毒病并收住入院，因病情进展迅速于当天转入在温省级定点医院。因患者高龄并伴高血压、糖尿病、心脏病等多个基础性疾病，虽全力组织救治，仍持续出现循环、血液等多器官脏器功能衰竭，于2月20日11时42分抢救无效死亡，死亡原因为多脏器功能衰竭；新增出院病例中，杭州市3例、宁波市10例、温州市17例、嘉兴市2例、金华市3例、台州市3例。
2月22日，浙江省卫健委通报，2月21日0-24时，浙江省报告新型冠状病毒肺炎新增确诊病例2例，新增出院病例47例。新增确诊病例中，省十里丰监狱2例；新增出院病例中，杭州市10例、宁波市5例、温州市23例、绍兴市1例、金华市1例、台州市7例。
2月23日，浙江省卫健委通报，2月22日0-24时，浙江省无新增新型冠状病毒肺炎确诊病例，新增出院病例35例，其中杭州市2例、宁波市3例、温州市12例、湖州市1例、嘉兴市1例、绍兴市6例、金华市2例、台州市8例。
2月24日，浙江省卫健委通报，2月23日0-24时，浙江省无新增新型冠状病毒肺炎确诊病例，新增出院病例36例，其中杭州市8例、宁波市5例、温州市12例、嘉兴市2例、绍兴市3例、台州市6例。
2月25日，浙江省卫健委通报，2月24日0-24时，浙江省无新增新型冠状病毒肺炎确诊病例，新增出院病例29例。其中杭州市5例、宁波市7例、温州市14例、嘉兴市3例。
2月26日，浙江省卫健委通报，2月25日0-24时，浙江省无新增新型冠状病毒肺炎确诊病例，新增出院病例20例。其中杭州市3例、宁波市1例、温州市11例、衢州市1例、舟山市1例、省十里丰监狱3例。
2月27日，浙江省卫健委通报，2月26日0-24时，浙江省无新增新型冠状病毒肺炎确诊病例，新增出院病例67例。其中杭州市6例、宁波市12例、温州市37例、嘉兴市4例、绍兴市1例、金华市4例、台州市3例。
2月28日，浙江省卫健委通报，2月27日0-24时，浙江省无新增新型冠状病毒肺炎确诊病例，新增出院病例62例。其中杭州市6例、宁波市4例、温州市30例、湖州市2例、绍兴市5例、金华市7例、舟山市1例、台州市2例、丽水市3例、省十里丰监狱2例。
2月29日，浙江省卫健委通报，2月28日0-24时，浙江省无新增新型冠状病毒肺炎确诊病例，新增出院病例44例。其中杭州市8例、宁波市7例、温州市21例、嘉兴市3例、金华市1例、衢州市1例、台州市3例。

### 3月份
- 2020年3月1日 提前复工的台资企业：疫情之下的并肩之战
- 2020年3月11日，守望相助风雨同舟 浙江省首批驰援海外侨胞医疗物资启运意大利
- 2020年3月12日，不用出门！跨越万里“云问诊”！浙江搭建互联网医院侨胞专属平台
- 2020年3月13日，意大利中国总商会会长陈正溪：中国医疗队的到来振奋人心
- 2020年3月14日，在浙江大学医学院附属第二医院，中国爱尔兰医学专家跨洋连线 探讨新冠肺炎治疗方案
- 2020年3月17日，浙江组建中国抗疫医疗专家组赴意大利 希望分享中国抗疫经验
- 2020年3月22日，记者专访第二批中国援意医疗专家组组长、浙江大学医学院附属第一医院常务副院长裘云庆
- 2020年3月24日，杭州女老板疫情期间坚守便利店：向医院供货不断 免费帮邻里买菜
- 2020年3月24日，李兰娟携援武汉医疗队植感恩林 称当前疫情两个问题需高度重视
- 2020年3月27日，浙江邵逸夫医院向全球47家医疗机构分享中国抗“疫”经验

3月1日，浙江省卫健委通报，2月29日0-24时，浙江省无新增新型冠状病毒肺炎确诊病例，新增出院病例40例。其中杭州市5例、宁波市3例、温州市27例、嘉兴市3例、舟山市1例、台州市1例。
3月2日，浙江省卫健委通报，3月1日0-24时，新增意大利输入性确诊病例1例。患者为31岁意大利华侨，在意大利贝加莫一家餐厅工作，在中国境内的户籍地为青田县瓯南街道。该患者于2月16日在意大利出现咳嗽、头痛、腹泻等症状，2月26日从米兰出发乘坐班机经莫斯科转机，于27日22时抵达上海浦东机场，28日搭乘包车返回青田县，随即被直接送往青田县集中隔离医学观察点开展医学观察。3月1日被确诊，在青田县人民医院隔离治疗。
3月3日，浙江省卫健委通报，3月2日0-24时，新增意大利输入性确诊病例7例，新增出院病例36例。其中杭州市5例、宁波市2例、温州市9例、湖州市1例、绍兴市1例、金华市2例、舟山市2例、台州市4例、省十里丰监狱10例。新通报的7例病例与首例境外输入病例为密切接触者，在意大利贝加莫同一家餐厅工作，无湖北武汉接触史。翌日下午，上海市新冠肺炎疫情防控新闻发布会透露，已追踪到7例境外输入型病例在沪71名密切接触者，隔离措施也已落实。
3月4日，浙江省卫健委通报，3月3日0-24时，浙江省无新增新型冠状病毒肺炎确诊病例，新增出院病例21例。其中宁波市3例、温州市10例、台州市8例。
3月5日，浙江省卫健委通报，3月4日0-24时，浙江省新增新意大利输入性确诊病例2例，新增出院病例23例。其中杭州市4例、温州市12例、台州市7例。
3月6日，浙江省卫健委通报，3月5日0-24时，浙江省无新增新型冠状病毒肺炎确诊病例，新增出院病例23例。其中杭州市1例、宁波市1例、温州市4例、绍兴市1例、衢州市2例、台州市2例、省十里丰监狱12例。
3月7日，浙江省卫健委通报，3月6日0-24时，浙江省无新增新型冠状病毒肺炎确诊病例，新增出院病例8例。其中温州市5例、台州市1例、省十里丰监狱2例。
3月8日，浙江省卫健委通报，3月7日0-24时，浙江省无新增新型冠状病毒肺炎确诊病例，新增出院病例8例。其中温州市1例、嘉兴市1例、台州市4例、省十里丰监狱2例。
3月9日，浙江省卫健委通报，3月8日0-24时，浙江省无新增新型冠状病毒肺炎确诊病例，新增出院病例13例。其中杭州市3例、温州市4例、台州市3例、省十里丰监狱3例。
3月10日，浙江省卫健委通报，3月9日0-24时，浙江省无新增新型冠状病毒肺炎确诊病例，新增出院病例8例。其中宁波市2例、温州市1例、嘉兴市1例、台州市2例、省十里丰监狱2例。
3月11日，浙江省卫健委通报，3月10日0-24时，浙江省无新增新型冠状病毒肺炎确诊病例，新增出院病例15例。其中杭州市1例、温州市6例、绍兴市2例、金华市1例、台州市5例。
3月12日，浙江省卫健委通报，3月11日0-24时，浙江省无新增新型冠状病毒肺炎确诊病例，新增出院病例4例。其中温州市2例、台州市2例。
3月13日，浙江省卫健委通报，3月12日0-24时，浙江省无新增新型冠状病毒肺炎确诊病例，无新增出院病例。根據財新報導，3月12日當天杭州疾控中心报告了一名无症状新冠肺炎感染者。
3月14日，浙江省卫健委通报，3月13日0-24时，浙江省无新增新型冠状病毒肺炎确诊病例，新增出院病例2例。其中嘉兴市1例、丽水市1例。
3月15日，浙江省卫健委通报，3月14日0-24时，浙江省新增新型冠状病毒肺炎确诊病例4例（均为境外输入病例），无新增出院病例。其中新增确诊病例中，杭州市1例、丽水市3例。
3月16日，浙江省卫健委通报，3月15日0-24时，浙江省无新增新型冠状病毒肺炎确诊病例，新增出院病例2例。其中杭州市2例。
3月17日，浙江省卫健委通报，3月16日0-24时，浙江省新增新型冠状病毒肺炎确诊病例1例（境外输入病例），新增出院病例3例。其中新增确诊病例中，杭州市1例；新增出院病例中，温州市2例、绍兴市1例。
3月18日，浙江省卫健委通报，3月17日0-24时，浙江省无新增新型冠状病毒肺炎确诊病例，无新增出院病例。
3月19日，浙江省卫健委通报，3月18日0-24时，浙江省新增新型冠状病毒肺炎确诊病例1例（境外输入病例），新增出院病例1例。其中新增确诊病例中，丽水市1例；新增出院病例中，湖州市1例。
3月20日，浙江省卫健委通报，3月19日0-24时，浙江省新增新型冠状病毒肺炎确诊病例1例（境外输入病例），新增出院病例2例。其中新增确诊病例中，温州市1例（境外输入病例）；新增出院病例中，丽水市2例。
3月21日，浙江省卫健委通报，3月20日0-24时，新增境外输入新冠肺炎确诊病例2例，其中温州市（西班牙输入）1例、嘉兴市（土耳其输入）1例。无新增本地确诊病例，无新增出院病例。截至3月20日24时，累计报告本地确诊病例1217例，累计出院1215例，治愈出院率99.8%。全省已28天无本地新增确诊病例。
3月22日，浙江省卫健委通报，3月21日0-24时，新增境外输入新冠肺炎确诊病例1例（温州市，西班牙输入），无新增出院病例。无新增本地确诊病例，无新增出院病例。现有境外输入疑似病例1例（美国输入）。
3月23日，浙江省卫健委通报，3月22日0-24时，新增境外输入新冠肺炎确诊病例1例（丽水市，西班牙输入），新增出院病例1例，其中丽水市1例。3月22日0-24时，无新增本地确诊病例，新增出院病例1例，其中嘉兴市1例，全省已30天无本地新增确诊病例。现有境外输入疑似病例2例（美国输入1例、瑞士输入1例）。
3月24日，浙江省卫健委通报，3月23日0-24时，浙江新增境外输入新冠肺炎确诊病例2例，其中杭州市1例（瑞士输入）、嘉兴市1例（英国输入）。无新增出院病例。3月23日0-24时，浙江无新增本地确诊病例。浙江全省已31天无本地新增确诊病例。无境外输入疑似病例。
3月25日，浙江省卫健委通报，3月24日0-24时，新增境外输入新冠肺炎确诊病例1例，其中丽水市1例（西班牙输入）。无新增出院病例。3月24日0-24时，无新增本地确诊病例。现有境外输入疑似病例1例（法国输入）。
3月26日，浙江省卫健委通报，3月25日0-24时，浙江新增境外输入新冠肺炎确诊病例2例，其中杭州市1例（法国输入）、嘉兴市1例（西班牙输入）。新增出院病例1例，其中湖州市1例。3月25日0-24时，无新增本地确诊病例。
3月27日，浙江省卫健委通报，3月26日0-24时，新增境外输入新冠肺炎确诊病例3例，其中杭州市1例（法国输入）、丽水市2例（西班牙输入1例、巴西输入1例）。无新增出院病例。3月26日0-24时，新增境外输入关联本地确诊病例1例（嘉兴市1例）。
3月28日，浙江省卫健委通报，3月27日0-24时，新增境外输入新冠肺炎确诊病例4例，其中温州市4例（意大利输入1例、科特迪瓦输入1例、法国输入1例、英国输入1例）。新增出院病例3例，其中丽水市3例。3月27日0-24时，无新增本地确诊病例。现有境外输入疑似病例1例（荷兰输入）。
3月29日，浙江省卫健委通报，3月28日0-24时，新增境外输入新冠肺炎确诊病例3例，其中温州市2例（意大利输入1例、荷兰输入1例）、金华市1例（德国输入1例）。无新增出院病例。
3月30日，浙江省卫健委通报，3月29日0-24时，新增境外输入新冠肺炎确诊病例1例，其中丽水市1例（西班牙输入）。无新增出院病例。3月29日0-24时，无新增本地确诊病例。
3月31日，浙江省卫健委通报，3月30日0-24时，新增境外输入新冠肺炎确诊病例2例，其中温州市1例（法国输入)、嘉兴市1例（加拿大输入）。新增出院病例1例，其中丽水市1例。

### 4月份
- 2020年4月2日，浙江第五批援湖北医疗队队长葛明华：武汉远比想象中坚强
- 2020年4月9日，杭州第十一中学使用电子体温系统准备复课

4月1日，浙江省卫健委通报，3月31日0-24时，无新增境外输入新冠肺炎确诊病例。无新增出院病例。无新增本地确诊病例。无境外输入疑似病例。
4月2日，浙江省卫健委通报，4月1日0-24时，新增境外输入新冠肺炎确诊病例1例，其中舟山市1例（英国输入）。新增出院病例2例，其中丽水市2例。新增无症状感染者7例（均为境外输入，其中意大利4例、阿联酋2例、布基纳法索1例），无当日转为确诊病例，当日解除隔离2例。截至4月1日24时，尚在医学观察无症状感染者48例(其中境外输入33例）。4月1日0-24时，无新增本地确诊病例。
4月3日，浙江省卫健委通报，4月2日0-24时，新增境外输入新冠肺炎确诊病例2例，其中宁波市1例（美国输入）、台州市1例（英国输入无症状感染者转确诊）。无新增出院病例。4月2日0-24时，新增无症状感染者2例（均为阿联酋输入）。当日转为确诊病例1例，当日解除隔离3例。截至4月2日24时，尚在医学观察无症状感染者46例（其中境外输入33例）。4月2日0-24时，无新增本地确诊病例。
4月4日，浙江省卫健委通报，4月3日0-24时，新增境外输入新冠肺炎确诊病例2例，其中杭州市1例（美国输入）、丽水市1例（布基纳法索输入无症状感染者转确诊）。新增出院病例1例。4月3日0-24时，新增无症状感染者3例（均为境外输入，其中英国2例、哥伦比亚1例）。当日转为确诊病例1例，无当日解除隔离病例。截至4月3日24时，尚在医学观察无症状感染者48例（其中境外输入35例）。无新增本地确诊病例。
4月5日，浙江省卫健委通报，4月4日0-24时，新增境外输入新冠肺炎确诊病例1例，其中宁波市1例（美国输入）。新增出院病例1例，其中杭州市1例。4月4日0-24时，无新增无症状感染者，无当日转为确诊病例，当日解除隔离病例1例。4月4日0-24时，无新增本地确诊病例。
4月6日，浙江省卫健委通报，4月5日0-24时，新增境外输入新冠肺炎确诊病例1例，其中温州市1例（西班牙输入）。无新增出院病例。 4月5日0-24时，新增无症状感染者4例（均为境外输入，其中乌克兰1例、阿富汗2例、俄罗斯1例）。无当日转为确诊病例，无当日解除隔离病例。截至4月5日24时，尚在医学观察无症状感染者51例（其中境外输入38例）。4月5日0-24时，无新增本地确诊病例。
4月7日，浙江省卫健委通报，4月6日0-24时，新增境外输入新冠肺炎确诊病例1例，其中金华市1例（俄罗斯输入无症状感染者转确诊病例）。无新增出院病例。4月6日0-24时，新增无症状感染者1例（英国输入）。当日转为确诊病例1例，当日解除隔离病例1例。截至4月6日24时，尚在医学观察无症状感染者50例（其中境外输入37例）。4月6日0-24时，无新增本地确诊病例。
4月8日，浙江省卫健委通报，4月7日0-24时，新增境外输入新冠肺炎确诊病例1例，其中宁波市1例（英国输入）。新增出院病例2例。4月7日0-24时，新增无症状感染者3例（均为境外输入，其中英国2例、布基纳法索1例）。无当日转为确诊病例，无当日解除隔离病例。截至4月7日24时，尚在医学观察无症状感染者53例（其中境外输入40例）。4月7日0-24时，无新增本地确诊病例。
4月9日，浙江省卫健委通报，4月8日0-24时，新增境外输入新冠肺炎确诊病例1例，其中温州市1例（意大利输入）。新增出院病例3例，其中嘉兴市2例。4月8日0-24时，新增无症状感染者1例（西班牙输入）。无当日转为确诊病例，当日解除隔离4例。 4月8日0-24时，无新增本地确诊病例。
4月10日，浙江省卫健委通报，4月9日0-24时，无新增境外输入新冠肺炎确诊病例。无新增出院病例。4月9日0-24时，无新增无症状感染者。无当日转为确诊病例，无当日解除隔离病例。截至4月9日24时，尚在医学观察无症状感染者50例（其中境外输入41例）。4月9日0-24时，无新增本地确诊病例。
4月11日，浙江省卫健委通报，4月10日0-24时，无新增境外输入新冠肺炎确诊病例。新增出院病例1例，其中丽水市1例。4月10日0-24时，无新增无症状感染者。无当日转为确诊病例，无当日解除隔离病例。截至4月10日24时，尚在医学观察无症状感染者50例（其中境外输入41例）。4月10日0-24时，无新增本地确诊病例。
4月12日，浙江省卫健委通报，4月11日0-24时，无新增境外输入新冠肺炎确诊病例。新增出院病例2例，其中杭州市2例。 4月11日0-24时，新增无症状感染者1例。无当日转为确诊病例，无当日解除隔离病例。截至4月11日24时，尚在医学观察无症状感染者51例（其中境外输入41例）。4月11日0-24时，无新增本地确诊病例。
4月13日，浙江省卫健委通报，4月12日0-24时，无新增境外输入新冠肺炎确诊病例。新增出院病例1例，其中杭州市1例。4月12日0-24时，无新增无症状感染者。无当日转为确诊病例，无当日解除隔离者。截至4月12日24时，尚在医学观察无症状感染者51例（其中境外输入41例）。4月12日0-24时，无新增本地确诊病例。
4月14日，浙江省卫健委通报，4月13日0-24时，无新增境外输入新冠肺炎确诊病例。新增出院病例2例，其中宁波市1例，嘉兴市1例。4月13日0-24时，新增无症状感染者1例（俄罗斯输入）。无当日转为确诊病例，当日解除隔离2例。截至4月13日24时，尚在医学观察无症状感染者50例（其中境外输入42例）。4月13日0-24时，无新增本地确诊病例，新增出院病例1例，其中嘉兴市1例。
4月15日，浙江省卫健委通报，4月14日0-24时，新增境外输入新冠肺炎确诊病例1例，其中台州市1例（俄罗斯输入无症状感染者转确诊病例）。新增出院病例2例，其中金华市1例。4月14日0-24时，新增无症状感染者2例（均为境外输入，其中英国1例、西班牙1例）。当日转为确诊病例1例，无当日解除隔离者。截至4月14日24时，尚在医学观察无症状感染者51例（其中境外输入43例）。4月14日0-24时，无新增本地确诊病例。
4月16日，浙江省卫健委通报，4月15日0-24时，无新增境外输入新冠肺炎确诊病例。无新增出院病例。4月15日0-24时，新增无症状感染者1例。无当日转为确诊病例，当日解除隔离1例。截至4月15日24时，尚在医学观察无症状感染者51例（其中境外输入42例）。4月15日0-24时，无新增本地确诊病例。
4月17日，浙江省卫健委通报， 4月16日0-24时，无新增境外输入新冠肺炎确诊病例。新增出院病例2例，其中丽水市1例，嘉兴市1例。4月16日0-24时，新增无症状感染者1例。无当日转为确诊病例，无当日解除隔离者。截至4月16日24时，尚在医学观察无症状感染者52例（其中境外输入42例）。4月16日0-24时，无新增本地确诊病例。
4月18日，浙江省卫健委通报，4月17日0-24时，无新增境外输入新冠肺炎确诊病例。无新增出院病例。4月17日0-24时，新增无症状感染者1例（西班牙输入）。无当日转为确诊病例，当日解除隔离2例。截至4月17日24时，尚在医学观察无症状感染者51例（其中境外输入42例）。4月17日0-24时，无新增本地确诊病例。
4月19日，浙江省卫健委通报，4月18日0-24时，无新增境外输入新冠肺炎确诊病例。新增出院病例1例。4月18日0-24时，新增无症状感染者2例（其中意大利输入1例，武汉输入1例）。无当日转为确诊病例，当日解除隔离1例。截至4月18日24时，尚在医学观察无症状感染者52例（其中境外输入42例）。4月18日0-24时，无新增本地确诊病例。
4月20日，浙江省卫健委通报，4月19日0-24时，无新增境外输入新冠肺炎确诊病例。新增出院病例2例。4月19日0-24时，新增无症状感染者2例（其中美国输入1例，武汉输入1例）。无当日转为确诊病例，无当日解除隔离者。截至4月19日24时，尚在医学观察无症状感染者54例（其中境外输入43例）。4月19日0-24时，无新增本地确诊病例。
4月21日，浙江省卫健委通报，4月20日0-24时，无新增境外输入新冠肺炎确诊病例。新增出院病例2例，其中丽水市2例。4月20日0-24时，新增无症状感染者1例（湖北输入）。无当日转为确诊病例，无当日解除隔离者。截至4月20日24时，尚在医学观察无症状感染者55例（其中境外输入43例）。4月20日0-24时，无新增本地确诊病例。
4月22日，浙江省卫健委通报，4月21日0-24时，无新增境外输入新冠肺炎确诊病例。新增出院病例1例，其中宁波市1例。4月21日0-24时，新增无症状感染者1例。无当日转为确诊病例，当日解除隔离1例。截至4月21日24时，尚在医学观察无症状感染者55例（其中境外输入42例）。4月21日0-24时，无新增本地确诊病例。
4月23日，浙江省卫健委通报，4月22日0-24时，无新增境外输入新冠肺炎确诊病例。新增出院病例2例，其中丽水市2例。4月22日0-24时，无新增无症状感染者。无当日转为确诊病例，无当日解除隔离者。截至4月22日24时，尚在医学观察无症状感染者55例（其中境外输入42例）。4月22日0-24时，无新增本地确诊病例。
4月24日，浙江省卫健委通报，4月23日0-24时，无新增境外输入新冠肺炎确诊病例。新增出院病例2例，其中舟山市1例。4月23日0-24时，无新增无症状感染者。无当日转为确诊病例，当日解除隔离3例。截至4月23日24时，尚在医学观察无症状感染者52例（其中境外输入40例）。4月23日0-24时，无新增本地确诊病例。
4月25日，浙江省卫健委通报，4月24日0-24时，无新增境外输入新冠肺炎确诊病例。无新增出院病例。4月24日0-24时，新增无症状感染者2例（均为西班牙输入）。无当日转为确诊病例，当日解除隔离1例。截至4月24日24时，尚在医学观察无症状感染者53例（其中境外输入41例）。4月24日0-24时，无新增本地确诊病例。
4月26日，浙江省卫健委通报，4月25日0-24时，无新增境外输入新冠肺炎确诊病例。新增出院病例1例，其中金华市1例。4月25日0-24时，新增无症状感染者3例（均为意大利输入）。无当日转为确诊病例，无当日解除隔离者。截至4月25日24时，尚在医学观察无症状感染者56例（其中境外输入44例）。4月25日0-24时，无新增本地确诊病例。
4月27日，浙江省卫健委通报，4月26日0-24时，无新增境外输入新冠肺炎确诊病例。新增出院病例1例，其中丽水市1例。4月26日0-24时，新增无症状感染者1例（湖北输入）。无当日转为确诊病例，当日解除隔离1例。截至4月26日24时，尚在医学观察无症状感染者56例（其中境外输入43例）。4月26日0-24时，无新增本地确诊病例。
4月28日，浙江省卫健委通报，4月27日0-24时，无新增境外输入新冠肺炎确诊病例。新增出院病例3例。4月27日0-24时，无新增无症状感染者。无当日转为确诊病例，当日解除隔离1例。截至4月27日24时，尚在医学观察无症状感染者55例（其中境外输入42例）。4月27日0-24时，无新增本地确诊病例。
4月29日，浙江省卫健委通报，4月28日0-24时，无新增境外输入新冠肺炎确诊病例。新增出院病例1例，其中宁波市1例。4月28日0-24时，无新增无症状感染者。无当日转为确诊病例，无当日解除隔离者。截至4月28日24时，尚在医学观察无症状感染者55例（其中境外输入42例）。4月28日0-24时，无新增本地确诊病例。
4月30日，浙江省卫健委通报，4月29日0-24时，无新增境外输入新冠肺炎确诊病例。新增出院病例1例，其中台州市1例。4月29日0-24时，新增无症状感染者2例（均为省外输入，其中广东1例、湖北1例）。无当日转为确诊病例，当日解除隔离1例。截至4月29日24时，尚在医学观察无症状感染者56例（其中境外输入41例）。4月29日0-24时，无新增本地确诊病例。

### 5月份
- 2020年5月26日，浙江省人民医院院长葛明华：从武汉到北京 更感民生之重

5月1日，浙江省卫健委通报，4月30日0-24时，无新增境外输入新冠肺炎确诊病例。新增出院病例1例，其中丽水市1例。4月30日0-24时，无新增无症状感染者。无当日转为确诊病例，当日解除隔离1例。截至4月30日24时，尚在医学观察无症状感染者55例（其中境外输入40例）4月30日0-24时，无新增本地确诊病例。
5月2日，浙江省卫健委通报，5月1日0-24时，无新增境外输入新冠肺炎确诊病例。新增出院病例1例，其中台州市1例。5月1日0-24时，无新增无症状感染者。无当日转为确诊病例，无当日解除隔离者。截至5月1日24时，尚在医学观察无症状感染者55例（其中境外输入40例）。5月1日0-24时，无新增本地确诊病例。当前确诊病例住院病例仅剩杭州市2例。
5月3日，浙江省卫健委通报，5月2日0-24时，无新增境外输入新冠肺炎确诊病例。无新增出院病例。5月2日0-24时，无新增无症状感染者。无当日转为确诊病例，当日解除隔离3例。截至5月2日24时，尚在医学观察无症状感染者52例（其中境外输入37例）。5月2日0-24时，无新增本地确诊病例。
5月5日，浙江省卫健委通报，5月4日0-24时，无新增境外输入新冠肺炎确诊病例。新增出院病例2例，其中杭州市2例。截至5月4日24时，累计报告境外输入确诊病例50例，累计出院50例。5月4日0-24时，无新增无症状感染者。无当日转为确诊病例，当日解除隔离1例。截至5月4日24时，尚在医学观察无症状感染者51例（其中境外输入36例）。5月4日0-24时，无新增本地确诊病例。
5月6日，浙江省卫健委通报，5月5日0-24时，无新增境外输入新冠肺炎确诊病例。5月5日0-24时，无新增无症状感染者。无当日转为确诊病例，当日解除隔离1例。截至5月5日24时，尚在医学观察无症状感染者50例（其中境外输入35例）。5月5日0-24时，无新增本地确诊病例。
5月7日，浙江省卫健委通报，5月6日0-24时，无新增境外输入新冠肺炎确诊病例。5月6日0-24时，无新增无症状感染者。无当日转为确诊病例，当日解除隔离1例。截至5月6日24时，尚在医学观察无症状感染者49例（其中境外输入34例）。5月6日0-24时，无新增本地确诊病例。
5月8日，浙江省卫健委通报，5月7日0-24时，无新增境外输入新冠肺炎确诊病例。5月7日0-24时，无新增无症状感染者。无当日转为确诊病例，当日解除隔离7例。截至5月7日24时，尚在医学观察无症状感染者42例（其中境外输入27例）。5月7日0-24时，无新增本地确诊病例。
5月9日，浙江省卫健委通报，5月8日0-24时，无新增境外输入新冠肺炎确诊病例。5月8日0-24时，无新增无症状感染者。无当日转为确诊病例，当日解除隔离6例。截至5月8日24时，尚在医学观察无症状感染者36例（其中境外输入22例）。5月8日0-24时，无新增本地确诊病例。
5月10日，浙江省卫健委通报，5月9日0-24时，无新增境外输入新冠肺炎确诊病例。5月9日0-24时，无新增无症状感染者。无当日转为确诊病例，当日解除隔离8例。截至5月9日24时，尚在医学观察无症状感染者28例（其中境外输入15例）。5月9日0-24时，无新增本地确诊病例。
5月11日，浙江省卫健委通报，5月10日0-24时，无新增境外输入新冠肺炎确诊病例。5月10日0-24时，无新增无症状感染者。无当日转为确诊病例，当日解除隔离1例。截至5月10日24时，尚在医学观察无症状感染者27例（其中境外输入15例）。5月10日0-24时，无新增本地确诊病例。
5月12日，浙江省卫健委通报，5月11日0-24时，无新增境外输入新冠肺炎确诊病例。5月11日0-24时，无新增无症状感染者。无当日转为确诊病例，当日解除隔离1例。截至5月11日24时，尚在医学观察无症状感染者26例（其中境外输入14例）。5月11日0-24时，无新增本地确诊病例。
5月13日，浙江省卫健委通报，5月12日0-24时，无新增境外输入新冠肺炎确诊病例。5月12日0-24时，无新增无症状感染者。无当日转为确诊病例，当日解除隔离1例。截至5月12日24时，尚在医学观察无症状感染者25例（其中境外输入13例）。5月12日0-24时，无新增本地确诊病例。
5月14日，浙江省卫健委通报，5月13日0-24时，无新增境外输入新冠肺炎确诊病例。5月13日0-24时，无新增无症状感染者。无当日转为确诊病例，当日解除隔离2例。截至5月13日24时，尚在医学观察无症状感染者23例（其中境外输入12例）。5月13日0-24时，无新增本地确诊病例。
5月15日，浙江省卫健委通报，5月14日0-24时，无新增境外输入新冠肺炎确诊病例。5月14日0-24时，无新增无症状感染者。无当日转为确诊病例，当日解除隔离4例。截至5月14日24时，尚在医学观察无症状感染者19例（其中境外输入9例）。5月14日0-24时，无新增本地确诊病例。
5月16日，浙江省卫健委通报，5月15日0-24时，无新增境外输入新冠肺炎确诊病例。5月15日0-24时，新增无症状感染者1例（武汉输入）。无当日转为确诊病例，当日解除隔离1例。截至5月15日24时，尚在医学观察无症状感染者19例（其中境外输入8例）。5月15日0-24时，无新增本地确诊病例。
5月17日，浙江省卫健委通报，5月16日0-24时，无新增境外输入新冠肺炎确诊病例。5月16日0-24时，无新增无症状感染者。无当日转为确诊病例，当日解除隔离2例。截至5月16日24时，尚在医学观察无症状感染者17例（其中境外输入7例）。5月16日0-24时，无新增本地确诊病例。
5月18日，浙江省卫健委通报，5月17日0-24时，无新增境外输入新冠肺炎确诊病例。5月17日0-24时，新增无症状感染者2例（均为武汉输入）。无当日转为确诊病例，无当日解除隔离者。截至5月17日24时，尚在医学观察无症状感染者19例（其中境外输入7例）。5月17日0-24时，无新增本地确诊病例。当日，杭州钱塘新区通报外地既往确诊病例核酸检测复阳的情况。患者2月12日在温州确诊为新冠肺炎，3月1日治愈出院，随后在3月16日、4月21日两次核酸检测均为阴性。5月12日在杭州复工前核酸检测，发现可疑阳性，即送定点医院隔离。5月14日，杭州市疾控中心对原标本复检仍呈阳性。入院后，5月14日、16日连续2次采样检测新冠病毒核酸又转为阴性。
5月19日，浙江省卫健委通报，5月18日0-24时，无新增境外输入新冠肺炎确诊病例。5月18日0-24时，无新增无症状感染者。无当日转为确诊病例，当日解除隔离2例。截至5月18日24时，尚在医学观察无症状感染者17例（其中境外输入6例）。5月18日0-24时，无新增本地确诊病例。
5月20日，浙江省卫健委通报，5月19日0-24时，无新增境外输入新冠肺炎确诊病例。5月19日0-24时，无新增无症状感染者。无当日转为确诊病例，当日解除隔离1例。截至5月19日24时，尚在医学观察无症状感染者16例（其中境外输入6例）。5月19日0-24时，无新增本地确诊病例。
5月21日，浙江省卫健委通报，5月20日0-24时，无新增境外输入新冠肺炎确诊病例。5月20日0-24时，无新增无症状感染者。无当日转为确诊病例，当日解除隔离1例。截至5月20日24时，尚在医学观察无症状感染者15例（其中境外输入6例）。5月20日0-24时，无新增本地确诊病例。
5月22日，浙江省卫健委通报，5月21日0-24时，无新增境外输入新冠肺炎确诊病例。5月21日0-24时，无新增无症状感染者。无当日转为确诊病例，当日解除隔离1例。截至5月21日24时，尚在医学观察无症状感染者14例（其中境外输入6例）。5月21日0-24时，无新增本地确诊病例。
5月23日，浙江省卫健委通报，5月22日0-24时，无新增境外输入新冠肺炎确诊病例。5月22日0-24时，无新增无症状感染者。无当日转为确诊病例，当日解除隔离1例。截至5月22日24时，尚在医学观察无症状感染者13例（其中境外输入5例）。5月22日0-24时，无新增本地确诊病例。
5月24日，浙江省卫健委通报，5月23日0-24时，无新增境外输入新冠肺炎确诊病例。5月23日0-24时，无新增无症状感染者。无当日转为确诊病例，当日解除隔离2例。截至5月23日24时，尚在医学观察无症状感染者11例（其中境外输入4例）。5月23日0-24时，无新增本地确诊病例。
5月25日，浙江省卫健委通报，5月24日0-24时，无新增境外输入新冠肺炎确诊病例。5月24日0-24时，无新增无症状感染者。无当日转为确诊病例，当日解除隔离1例。截至5月24日24时，尚在医学观察无症状感染者10例（其中境外输入3例）。5月24日0-24时，无新增本地确诊病例。
5月27日，浙江省卫健委通报，5月26日0-24时，无新增境外输入新冠肺炎确诊病例。5月26日0-24时，新增无症状感染者1例。无当日转为确诊病例，当日解除隔离1例。截至5月26日24时，尚在医学观察无症状感染者10例（其中境外输入3例）。5月26日0-24时，无新增本地确诊病例。
5月28日，浙江省卫健委通报，5月27日0-24时，无新增境外输入新冠肺炎确诊病例。5月27日0-24时，无新增无症状感染者。无当日转为确诊病例，当日解除隔离4例。截至5月27日24时，尚在医学观察无症状感染者6例（其中境外输入1例）。5月27日0-24时，无新增本地确诊病例。
5月295月30日，浙江省卫健委通报，5月29日0-24时，无新增境外输入新冠肺炎确诊病例。5月29日0-24时，无新增无症状感染者。无当日转为确诊病例，当日解除隔离1例。截至5月29日24时，尚在医学观察无症状感染者5例（其中境外输入1例）。5月29日0-24时，无新增本地确诊病例。

### 6月份
6月1日，浙江省卫健委通报，5月31日0-24时，无新增境外输入新冠肺炎确诊病例。无新增本地确诊病例。无新增无症状感染者。无当日转为确诊病例，当日解除隔离1例。截至5月31日24时，尚在医学观察无症状感染者4例（其中境外输入0例）。
6月11日，浙江省卫健委通报，6月10日0-24时，无新增境外输入新冠肺炎确诊病例。无新增本地确诊病例。新增无症状感染者1例（俄罗斯输入）。无当日转为确诊病例，无当日解除隔离者。截至6月10日24时，尚在医学观察无症状感染者5例（其中境外输入1例）。
6月16日，浙江省卫健委通报，6月15日0-24时，无新增境外输入新冠肺炎确诊病例。无新增本地确诊病例。无新增无症状感染者。无当日转为确诊病例，当日解除隔离1例。截至6月15日24时，尚在医学观察无症状感染者4例（其中境外输入1例）。
6月17日，浙江省卫健委通报，6月16日0-24时，浙江新增确诊病例1例，当日解除无症状感染者隔离2例。当日通报确诊病例為台州市温岭市人，其长期在北京新发地批发市场经商，从北京返回温岭，出現发热等症状後前往温岭市第一人民医院就诊，被确诊为新型冠状病毒肺炎病例。

### 7月份
7月12日，浙江省卫健委通报，7月11日0-24时，新增境外输入确诊病例1例（加纳输入）。截至11日24时，累计报告确诊病例1270例（境外输入病例51例）。
7月16日，浙江省卫健委通报，7月15日0-24时，新增无症状感染者1例（新疆输入），无新增确诊病例。截至15日24时，累计报告确诊病例1270例（境外输入病例51例）。
7月17日，台州市卫健委通报，7月16日0-24时，台州市新增出院病例1例。

### 8月份
8月1日，浙江省卫健委通报，7月31日0-24时，新增无症状感染者1例（印度尼西亚输入），无新增确诊病例。
8月4日，浙江省卫健委通报，8月3日0-24时，新增无症状感染者1例（日本输入），无新增确诊病例。
8月6日，浙江省卫健委通报，8月5日0-24时，新增无症状感染者2例（其中新疆输入1例，马来西亚输入1例），已排查密切接触者均已实施集中隔离。无新增确诊病例。
8月8日，浙江省卫健委通报，8月7日0-24时，新增境外输入确诊病例1例（刚果金输入），包机回国，国内无密切接触者。
8月9日，浙江省卫健委通报，8月8日0-24时，新增境外输入确诊病例1例（印度尼西亚输入）。
8月10日，浙江省卫健委通报，8月9日0-24时，新增境外输入确诊病例1例（印度尼西亚输入），新增无症状感染者2例（其中印度尼西亚输入1例，韩国输入1例）。
8月11日，浙江省卫健委通报，8月10日0-24时，新增境外输入确诊病例1例（日本输入），新增无症状感染者1例（喀麦隆输入）。
8月12日，浙江省卫健委通报，8月11日0-24时，新增境外输入确诊病例1例（菲律宾输入），新增无症状感染者2例（均为喀麦隆输入）。
8月16日，浙江省卫健委通报，8月15日0-24时，新增无症状感染者3例（均为新加坡输入），无新增确诊病例。
8月17日，浙江省卫健委通报，8月16日0-24时，新增无症状感染者1例（新加坡输入），无新增确诊病例。
8月18日，浙江省卫健委通报，8月17日0-24时，新增无症状感染者1例（西班牙输入），无新增确诊病例。
8月19日，浙江省卫健委通报，8月18日0-24时，新增确诊病例2例（均为之前境外输入的无症状感染者转确诊），分别为8月9日印尼输入和8月17日西班牙输入。截至18日24时，累计报告确诊病例1277例（境外输入病例58例）。
8月23日，浙江省卫健委通报，8月22日0-24时，新增无症状感染者2例（均为新加坡输入），无新增确诊病例。
8月27日，浙江省卫健委通报，8月26日0-24时，新增无症状感染者2例（均为菲律宾输入），无新增确诊病例。
8月28日，浙江省卫健委通报，8月27日0-24时，新增无症状感染者1例（印度输入），无新增确诊病例。
8月31日，浙江省卫健委通报，8月30日0-24时，新增境外输入确诊病例1例（乌克兰输入）。

### 9月份
9月1日，浙江省卫健委通报，8月31日0-24时，新增无症状感染者2例（均为菲律宾输入）。
9月9日，浙江省卫健委通报，9月8日0-24时，新增无症状感染者1例（菲律宾输入），无新增确诊病例。
9月10日，浙江省卫健委通报，9月9日0-24时，新增无症状感染者1例（苏里南输入），无新增确诊病例。
9月12日，浙江省卫健委通报，9月11日0-24时，新增无症状感染者1例（菲律宾输入），无新增确诊病例。
9月13日，浙江省卫健委通报，9月12日0-24时，新增境外输入确诊病例2例（均为印度输入），新增无症状感染者4例（均为印度输入）。
9月14日，浙江省卫健委通报，9月13日0-24时，新增无症状感染者2例（均为印度输入），无新增确诊病例。
浙江省政府新闻办举行第五十四场新闻发布会通报，截至9月13日24时，全省已连续89天无新增本土确诊病例报告；现有在院治疗确诊病例7例，尚在医学观察无症状感染者17例，均由境外输入。
9月15日，浙江省卫健委通报，9月14日0-24时，新增境外输入确诊病例1例（乌克兰输入）。
9月16日，浙江省卫健委通报，9月15日0-24时，新增境外输入确诊病例1例（哥伦比亚输入）。
9月17日，浙江省卫健委通报，9月16日0-24时，新增无症状感染者2例（均为印度输入），无新增确诊病例。
9月24日，浙江省卫健委通报，9月23日0-24时，新增无症状感染者2例（均为菲律宾输入），无新增确诊病例。
9月26日，浙江省卫健委通报，9月25日0-24时，新增无症状感染者2例（其中菲律宾输入1例，印度尼西亚输入1例），无新增确诊病例。
9月27日，浙江省卫健委通报，9月26日0-24时，新增无症状感染者2例（其中厄瓜多尔输入1例，乌克兰输入1例），无新增确诊病例。

### 10月份
10月1日，浙江省卫健委通报，9月30日0-24时，新增无症状感染者3例（其中日本输入2例，菲律宾输入1例），无新增确诊病例。
10月2日，浙江省卫健委通报，10月1日0-24时，新增无症状感染者2例（其中俄罗斯输入1例，菲律宾输入1例），无新增确诊病例。
10月7日，浙江省卫健委通报，10月6日0-24时，新增无症状感染者1例（菲律宾输入），无新增确诊病例。
10月8日，浙江省卫健委通报，10月7日0-24时，新增确诊病例1例（为之前印尼输入的无症状感染者转确诊）。
10月9日，浙江省卫健委通报，10月8日0-24时，新增无症状感染者1例（菲律宾输入），无新增确诊病例。
10月10日，浙江省卫健委通报，10月9日0-24时，新增无症状感染者1例（菲律宾输入），无新增确诊病例。
10月15日，浙江省卫健委通报，10月14日0-24时，新增无症状感染者2例（均为菲律宾输入），无新增确诊病例。
10月16日，浙江省政府新闻办举行第五十五场新闻发布会通报，截至10月15日24时，浙江已连续121天无新增本土确诊病例报告；现有在院治疗确诊病例3例，尚在医学观察无症状感染者20例，均由境外输入。
10月21日，浙江省卫健委通报，10月20日0-24时，新增无症状感染者2例（均为菲律宾输入），无新增确诊病例。
10月22日，浙江省卫健委通报，10月21日0-24时，新增无症状感染者1例（菲律宾输入），无新增确诊病例。
10月26日，浙江省卫健委通报，10月25日0-24时，新增无症状感染者1例（意大利输入），无新增确诊病例。
10月28日，浙江省卫健委通报，10月27日0-24时，新增无症状感染者1例（苏里南输入），无新增确诊病例。
10月29日，浙江省卫健委通报，10月28日0-24时，新增无症状感染者1例（菲律宾输入），无新增确诊病例。
10月30日，浙江省卫健委通报，10月29日0-24时，新增无症状感染者5例（其中埃及输入1例，叙利亚输入1例，伊拉克输入3例），无新增确诊病例。
10月31日，浙江省卫健委通报，10月30日0-24时，新增确诊病例3例（其中之前境外输入的无症状感染者转确诊2例，韩国输入1例）。

### 11月份
11月3日，浙江省卫健委通报，11月2日0-24时，新增确诊病例1例（伊拉克输入），已排查密切接触者均已实施集中隔离。
11月5日，浙江省卫健委通报，11月4日0-24时，新增无症状感染者5例（其中菲律宾输入3例，阿联酋输入1例，韩国输入1例），无新增确诊病例。
11月6日，浙江省卫健委通报，11月5日0-24时，新增确诊病例1例（叙利亚输入），新增无症状感染者3例（其中印尼输入2例，尼日利亚输入1例）。
11月7日，浙江省卫健委通报，11月6日0-24时，新增无症状感染者3例（均为菲律宾输入），无新增确诊病例。
11月8日，浙江省卫健委通报，11月7日0-24时，新增确诊病例2例（其中土耳其输入1例，印度尼西亚输入1例），新增无症状感染者7例（其中阿根廷输入4例，巴西输入1例，伊拉克输入2例）。
11月9日，浙江省卫健委通报，11月8日0-24时，新增无症状感染者1例（菲律宾输入），无新增确诊病例。
11月10日，浙江省卫健委通报，11月9日0-24时，新增确诊病例1例（为之前阿根廷输入的无症状感染者转确诊），新增无症状感染者2例（均为菲律宾输入）。
11月13日，浙江省卫健委通报，11月12日0-24时，新增无症状感染者1例（厄瓜多尔输入），无新增确诊病例。
11月16日，浙江省卫健委通报，11月15日0-24时，新增无症状感染者1例（英国输入），无新增确诊病例。
11月16日，浙江省政府新闻办举行第五十六场新闻发布会通报，截至11月15日24时，浙江已连续152天无新增本地确诊病例报告；现有在院治疗确诊病例7例，尚在医学观察无症状感染者37例，均由境外输入。
11月19日，浙江省卫健委通报，11月18日0-24时，新增确诊病例1例（美国输入）。
11月20日，浙江省卫健委通报，11月19日0-24时，新增无症状感染者1例（印尼输入），无新增确诊病例。
11月21日，浙江省卫健委通报，11月20日0-24时，新增无症状感染者1例（菲律宾输入），无新增确诊病例。
11月22日，浙江省卫健委通报，11月21日0-24时，新增确诊病例1例（美国输入），新增无症状感染者1例（印度输入）。
11月27日，浙江省卫健委通报，11月26日0-24时，新增无症状感染者1例（埃及输入），无新增确诊病例。
11月28日，浙江省卫健委通报，11月27日0-24时，新增确诊病例1例（印度尼西亚输入）。
11月30日，浙江省卫健委通报，11月29日0-24时，新增无症状感染者1例（阿根廷输入），无新增确诊病例。
11月30日，浙江省政府新闻办举行第五十七场新闻发布会通报，截至11月19日24时，全省已连续166天无新增本土确诊病例报告，累计报告确诊病例1294例，其中境外输入病例75例。目前在院治疗确诊病例5例。

### 12月份
12月4日，浙江省卫健委通报，12月3日0-24时，新增无症状感染者1例（埃及输入），无新增确诊病例。
12月7日，浙江省卫健委通报，12月6日0-24时，新增确诊病例1例（为之前印度尼西亚输入的无症状感染者转确诊）。
12月9日，浙江省政府新闻办举行第五十八场新闻发布会通报，截至12月8日24时，浙江已连续175天无新增本土确诊病例报告；现有在院治疗确诊病例4例，尚在医学观察无症状感染者27例，均由境外输入。
12月12日，浙江省卫健委通报，12月11日0-24时，新增确诊病例1例（西班牙输入）。
12月13日，浙江省卫健委通报，12月12日0-24时，新增无症状感染者1例（美国输入），无新增确诊病例。
12月14日，浙江省卫健委通报，12月13日0-24时，新增确诊病例1例（为之前美国输入的无症状感染者转确诊）。
12月18日，浙江省卫健委通报，12月17日0-24时，新增无症状感染者2例（均为尼日利亚输入），无新增确诊病例。
12月19日，浙江省卫健委通报，12月18日0-24时，新增确诊病例1例（印度尼西亚输入）。
12月20日，浙江省卫健委通报，12月19日0-24时，新增确诊病例1例（印度尼西亚输入），新增无症状感染者1例（瑞典输入）。
12月21日，浙江省卫健委通报，12月20日0-24时，新增无症状感染者1例（尼日利亚输入），无新增确诊病例。
12月22日，浙江省卫健委通报，12月21日0-24时，新增无症状感染者1例（美国输入），无新增确诊病例。
12月23日，浙江省卫健委通报，12月22日0-24时，新增确诊病例1例（为之前尼日利亚输入的无症状感染者转确诊）。同日，宁波市卫健委通报，报告一例无症状感染者。该无症状感染者系北京来甬出差人员。
12月25日，浙江省卫健委通报，12月24日0-24时，新增无症状感染者6例（其中尼日利亚输入2例，埃及输入2人，叙利亚输入1例，赞比亚输入1例），无新增确诊病例。
12月27日，浙江省卫健委通报，12月26日0-24时，新增确诊病例2例（其中之前尼日利亚输入的无症状感染者转确诊1例，埃及输入1例），新增无症状感染者5例（其中法国输入2例，伊拉克输入2例，沙特阿拉伯输入1例）。
12月28日，浙江省卫健委通报，12月27日0-24时，新增确诊病例3例（其中之前法国输入的无症状感染者转确诊2例，法国输入1例），新增无症状感染者1例（尼日利亚输入）。
12月28日，浙江省政府新闻办举行第五十九场新闻发布会通报，截至12月28日24时，全省已连续195天无新增本土确诊病例报告；现有在院治疗确诊病例11例，尚在医学观察无症状感染者25例，均由境外输入。
12月30日，浙江省卫健委通报，12月29日0-24时，新增确诊病例1例（为之前尼日利亚输入的无症状感染者转确诊），新增无症状感染者1例（杭州市集中隔离点保安，为境外关联病例）。